# 1-ブチル-3-メチルイミダゾリウムジシアナミド
1-ブチル-3-メチルイミダゾリウムジシアナミド（英: 1-Butyl-3-methylimidazolium dicyanamide、BMIM DCA）は、融点が100 °C未満のイオン液体である。

## 調製
1-ブチル-3-メチルイミダゾリウムジシアナミドは、塩化1-ブチル-3-メチルイミダゾリウムとナトリウムジシアナミドとの反応によって調製できる。

BMIM DCA の合成

## 用途
1-ブチル-3-メチルイミダゾリウムジシアナミドは、ヘキサンからのトルエンの液液抽出において利用することができる。また、それは膜において、メタンハイドレートの製造において、およびバイオマスの溶解・改質に使用することができる。